# Scorpaenodes steenei
Scorpaenodes steenei là một loài cá biển thuộc chi Scorpaenodes trong họ Cá mù làn. Loài này được mô tả lần đầu tiên vào năm 1977.

## Từ nguyên
Từ định danh steenei được đặt theo tên của Roger C. Steene (sinh 1942), nhà tự nhiên học và nhiếp ảnh gia dưới nước người Úc, người đã thu thập các mẫu phụ (paratype) và cung cấp một bức ảnh màu của loài cá này giúp tác giả G. R. Allen.

## Phân bố và môi trường sống
S. steenei hiện chỉ được biết đến ở ngoài khơi Tây Úc, từ Albany xuống Carnarvon, được thu thập ở độ sâu đến ít nhất là 17 m.

## Mô tả
Chiều dài cơ thể lớn nhất được ghi nhận ở S. steenei là 10 cm. Loài này màu đỏ hồng với các vệt đen trên đầu và một đốm đen trên nắp mang. Có các sọc đốm đỏ sẫm trên thân, vạch đỏ quanh cuống đuôi và các vạch đỏ và trắng trên vây.
Số gai vây lưng: 13; Số tia vây lưng: 10; Số gai vây hậu môn: 3; Số tia vây hậu môn: 5; Số gai vây bụng: 1; Số tia vây bụng: 5; Số tia vây ngực: 17.